# Getuli Bayo
Getuli Bayo (* 7. Juni 1980) ist ein tansanischer Marathonläufer.
Der jüngere Bruder des Langstreckenläufers Amnaay Zebedayo Bayo wurde 2004 Sechster beim Mumbai-Marathon, kam beim Berlin-Marathon auf den 23. Platz und wurde Zehnter beim Singapur-Marathon. Im Jahr darauf wurde er Neunter beim Dubai-Marathon, Achter beim CPC Loop Den Haag, Dritter beim Zürich-Marathon und gewann den Leverkusen-Halbmarathon. 
Nach einem dritten Platz beim Amsterdam-Marathon 2006 und einem zehnten beim Vienna City Marathon 2007 wurde er für die Leichtathletik-Weltmeisterschaften in Osaka nominiert, bei der er den 30. Platz belegte. 
2008 kam er beim Düsseldorf-Marathon auf den 13. Platz. Beim Marathon der Olympischen Spiele in Peking musste er aufgeben.
Bei den Weltmeisterschaften 2009 in Berlin lief er auf Rang 57 ein.

## Persönliche Bestzeiten
- Halbmarathon: 1:01:57 h, 19. März 2005, Den Haag
- Marathon: 2:10:45 h, 3. April 2005, Zürich